# Sven-Erik Åström
Sven-Erik Rudolf Åström, född den 3 augusti 1921 i Helsingfors, död 11 november 1989, var en finländsk historiker. Han är far till etnologen Anna-Maria Åström.
Sven-Erik Åström blev 1952 pol. dr och var 1954–1960 docent i socialhistoria och 1960–1981 personell e.o. professor i social och ekonomisk historia vid Helsingfors universitet, där han från 1966 byggde upp en ekonomisk-historisk och socialhistorisk institution.
Trots att innovativ socialhistorisk forskning tilltog betydligt under 1960- och 1970-talen, resulterade detta inte i någon livlig metod- och teoridiskussion. Den äldre socialhistoriska traditionen hade redan uppnått en hög vetenskaplig nivå i fråga om källkritik och kvantitativa metoder och kunde inte beskyllas för stora brister i det avseendet. Det mest slående draget i dessa studier var dock frånvaron av systematiska komparationer. Två viktiga undantag var Eino Jutikkala och Åström. Åström tillämpade samhällsvetenskapliga metoder på historiska fenomen bland annat i verket Samhällsplanering och regionbildning i kejsartidens Helsingfors (1957). Han bedrev vidare forskningar om den engelska östersjöhandeln på 1600- och 1700-talen samt framträdde som personhistoriker. I det uppmärksammade arbetet Natur och byte (1978) framlade han en antropo-ekologisk syn på Finlands ekonomiska utveckling. 
Åström blev hedersdoktor 1974 vid Göteborgs universitet.